# Toíta (Cayey)
Toíta es un barrio ubicado en el municipio de Cayey en el estado libre asociado de Puerto Rico. En el Censo de 2010 tenía una población de 5281 habitantes y una densidad poblacional de 677,41 personas por km².

## Geografía
Toíta se encuentra ubicado en las coordenadas 18°7′45″N 66°10′59″O / 18.12917, -66.18306. Según la Oficina del Censo de los Estados Unidos, Toíta tiene una superficie total de 7.8 km², de la cual 7.79 km² corresponden a tierra firme y (0.03%) 0 km² es agua.

## Demografía
Según el censo de 2010, había 5281 personas residiendo en Toíta. La densidad de población era de 677,41 hab./km². De los 5281 habitantes, Toíta estaba compuesto por el 79.4% blancos, el 7.57% eran afroamericanos, el 0.51% eran amerindios, el 0.04% eran asiáticos, el 8.22% eran de otras razas y el 4.26% pertenecían a dos o más razas. Del total de la población el 99.62% eran hispanos o latinos de cualquier raza.